# 犀牛脚镇
犀牛脚镇，是中华人民共和国广西壮族自治区钦州市钦南区下辖的一个乡镇级行政单位。

## 行政区划
犀牛脚镇下辖以下地区：
犀牛脚村、联民村、白路村、船厂村、岭脚村、西寮村、炮台村、岭门村、埠头村、西坑村、大灶村、平山村、新联村、大坪村、丹寮村和沙角村。